# Église Santa Maria della Neve in San Giuseppe

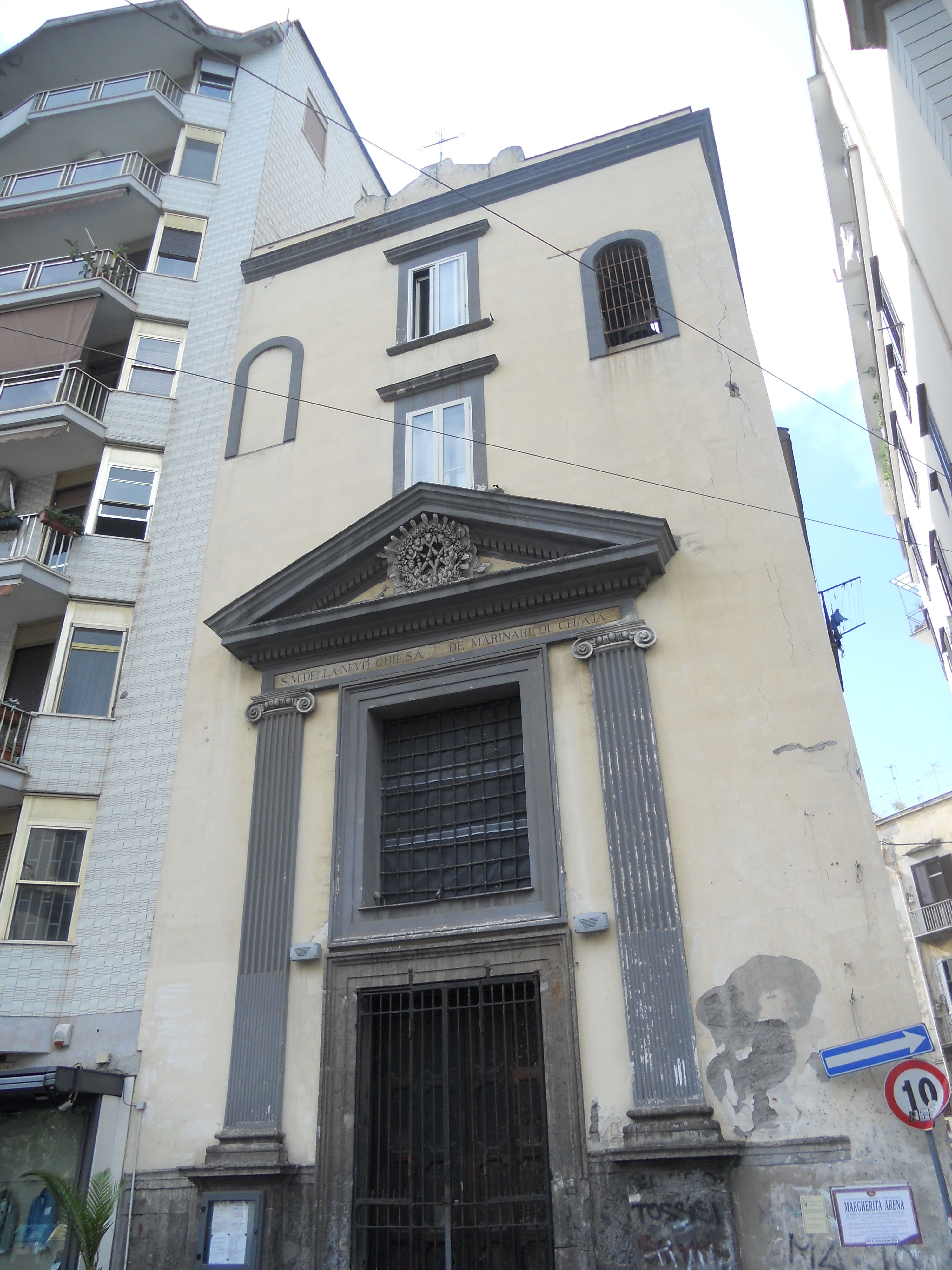
Façade de l'église.

L'église Santa Maria della Neve in San Giuseppe est une église de Naples donnant sur la Riviera di Chiaia. Elle date de 1571 et dépend de l'archidiocèse de Naples.

## Histoire et description

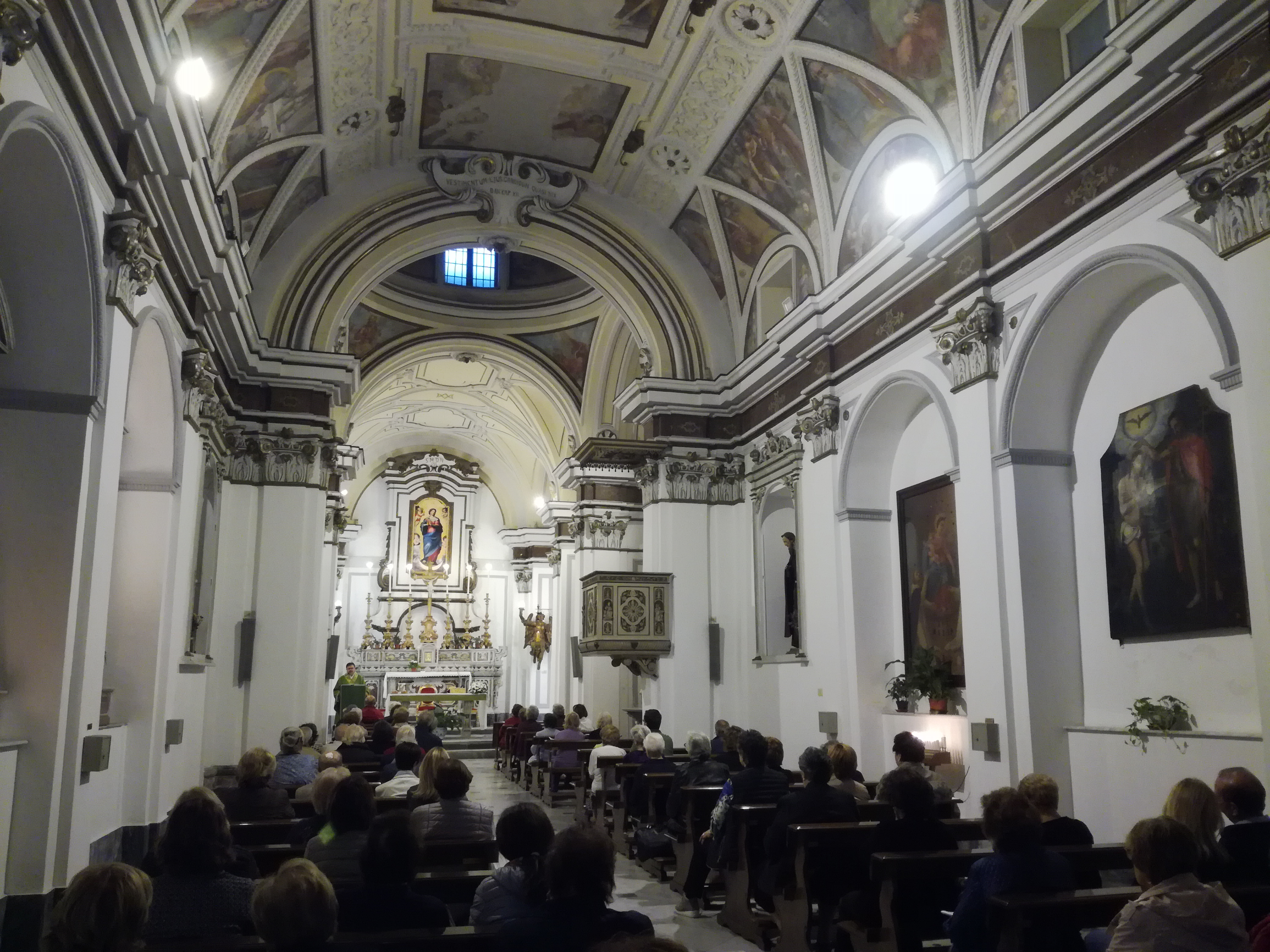
Vue de l'intérieur de l'église.

L'église est construite près d'une antique tour, la Torretta, destinée à la défense contre les incursions des Sarrazins venant de la mer.
Elle est constituée d'une nef unique voûtée. Les lunettes et la coupole sont entièrement revêtues de fresques du XVIe siècle, inspirées du style de Corenzio.
Les œuvres de Pietro Bardellino, Giovan Angelo Criscuolo, Leonardo di Pistoia et d'élèves de Francesco Solimena sont aujourd'hui sous la tutelle de la Surintendance des biens artistiques et historiques qui en assure la restauration.

## Source de la traduction
- (it) Cet article est partiellement ou en totalité issu de l’article de Wikipédia en italien intitulé « Chiesa di Santa Maria della Neve in San Giuseppe » (voir la liste des auteurs).